# Nick Blood
Nick Blood (ur. 20 marca 1982 w Aylesbury w Anglii) – brytyjski aktor. Zagrał główne role w serialach Material Girl (2010), Między kasą a zapleczem (2011–2013), Babylon (2014) i Agenci T.A.R.C.Z.Y. (2014–2017).

## Filmografia
| Rok       | Tytuł                   | Rola          | Uwagi                                      | Przypis |
| --------- | ----------------------- | ------------- | ------------------------------------------ | ------- |
| 2009      | The Bill                | Mick Jones    | Serial telewizyjny                         | [ 1 ]   |
| 2010      | Material Girl           | Alex          | Serial telewizyjny                         | [ 1 ]   |
| 2010      | Combat Kids             | Paul          | Serial telewizyjny                         | [ 3 ]   |
| 2011–2013 | Między kasą a zapleczem | Kieran        | Serial telewizyjny                         | [ 1 ]   |
| 2012      | Spike Island            | Dave Famous   | Film                                       | [ 1 ]   |
| 2013      | Him & Her               | Lee           | Serial telewizyjny                         | [ 1 ]   |
| 2014–2017 | Agenci T.A.R.C.Z.Y.     | Lance Hunter  | Serial telewizyjny                         | [ 4 ]   |
| 2014      | W kręgu zbrodni         | Ben Gladstone | Serial telewizyjny                         | [ 3 ]   |
| 2014      | X Moor                  | Matt          | Film                                       | [ 1 ]   |
| 2014      | Babylon                 | Warwick       | Serial telewizyjny                         | [ 1 ]   |
| 2015      | Brand New-U             | Johan         | Film                                       | [ 1 ]   |
| 2016      | Most Wanted             | Lance Hunter  | Niewyemitowany pilot serialu telewizyjnego | [ 5 ]   |
| 2019      | Euforia                 | Gus Howard    | Serial telewizyjny                         | [ 6 ]   |
| 2019      | Say My Name             | Statton       | Film                                       | [ 1 ]   |
| 2020      | Cormoran Strike         | Jimmy Knight  | Serial telewizyjny                         | [ 1 ]   |
| 2021      | Close to Me             | Thomas        | Serial telewizyjny                         | [ 6 ]   |